# جايسون رومانو
جايسون رومانو (بالإنجليزية: Jason Romano)‏ هو لاعب كرة قاعدة أمريكي، ولد في 24 يونيو 1979 في تامبا في الولايات المتحدة.

## وصلات خارجية
- جايسون رومانو على موقعبيزبول رفرنس.كوم (الدوري الرئيسي) (الإنجليزية)
- جايسون رومانو على موقعبيزبول رفرنس.كوم (الدوري الثانوي) (الإنجليزية)